# Fallen (Volbeat-sang)
 For alternative betydninger, se Fallen. (Se også artikler, som begynder med Fallen)
"Fallen" er sang fra det danske heavy metalband Volbeat. Den blev udgivet den 9. august 2010 som førstesinglen fra deres fjerde studiealbum Beyond Hell/Above Heaven, der udkom i september samme år. Poulsen skrev sangen til sin far, der døde i 2008.
Sangen blev "Årets Lytterhit" ved P3 Guld i 2011 og Metal Hammers læsere valgte musikvideoen til årets fjerde bedste.

## Produktion
Sangen blev indspillet i foråret 2010 i Hansen Studios i i Ribe med Jacob Hansen som producer. Tekst og musik er skrevet af forsanger og guitarist Michael Poulsen
Der blev fremstillet en tilhøerende musikvideo, der blev instrueret af Matt Wignall Videoen indeholder optagelse fra bandets optræden ved musikfestivalen Rock am Ring i juni 2010.
Poulsen dedikerede sangen til sin far, Jørn, der døde i juni 2008.
 Han har fulgt mig under hele min musikalske karriere og støttet mig. Desuden spillede jeg nogle af mine kompositioner for ham og spurgte om hans mening. […] Men i livet er der altid lys og mørke, for på den anden side mødte jeg mit livs kærlighed og giftede mig.

 — Michael Schøn Poulsen
B-siden bestod af sangen "A Warrior's Call" i en liveudgave, som Poulsen havde skrevet til den danske bokser Mikkel Kesslers indmarch til en kamp i 2010.

## Modtagelse
Frank Albrecht fra det tyske musikmagasin Rock Hard skrev, at "Fallen" var en "pop-ørehænger". Robert Fröwein fra det østrigske onlinemagasin Stormbringer.at kaldte sangen "rockagtig flot, med Volbeat-typiske, direkte i hovedet guitarmelodier og en 1A sangpræstation". Politikens anmelder Erik Jensen kaldte også "Fallen" for poppet.
Singlen nåede adskillige hitlisteplaceringer inklusive top 20-placeringer med #13 i Danmark, #16 i Sverige og #18 i Finland samt som #11 på Billboards Mainstream Rock Songs.
Nummeret blev valgt af P3s lyttere til "Årets Lytterhit" ved P3 Guld i 2011. Læserne af det tyske rockmagasin Metal Hammer valgte musikvideoen til "Fallen" som den fjerde bedste video fra 2010.
Det tyske magasin SLAM påpegede at omkvædet fra "Fallen" mindede om dele af sangen "Out of Breath" fra det amerikanske rockband Lifehouse.

### Hitlister
| Hitliste (2010–11)                   | Højeste placering |
| ------------------------------------ | ----------------- |
| Danmark (Tracklisten)                | 13                |
| Canada: Active Rock                  | 32                |
| Finland (Suomen virallinen lista)    | 18                |
| Sverige (Sverigetopplistan)          | 16                |
| Tyskland (Media Control AG)          | 62                |
| US Mainstream Rock Songs (Billboard) | 11                |
| US Rock Songs (Billboard)            | 27                |
| Østrig (Ö3 Austria Top 40)           | 58                |

## Spor
Alle sange er skrevet og komponeret af Michael Poulsen. 
CD single
| #  | Titel    | Længde |
| -- | -------- | ------ |
| 1. | "Fallen" | 5:01   |

Digital single
| #  | Titel    | Længde |
| -- | -------- | ------ |
| 1. | "Fallen" | 5:01   |

iTunes Exclusive EP
| #  | Titel                                  | Længde |
| -- | -------------------------------------- | ------ |
| 1. | "Fallen" (radio edit)                  | 4:20   |
| 2. | "Fallen" (album version)               | 5:01   |
| 3. | "A Warrior's Call" (live)              | 4:19   |
| 4. | "Rebel Angel" (Ikke tidligere udgivet) | 3:25   |

Promotional radio CD single
| #  | Titel                    | Længde |
| -- | ------------------------ | ------ |
| 1. | "Fallen" (radio edit)    | 4:20   |
| 2. | "Fallen" (album version) | 5:01   |